# Alexandre Rimski-Korsakov
Pour les articles homonymes, voir Rimski-Korsakov (homonymie).
Ne doit pas être confondu avec Alexandre Korjakov.
Alexandre Mikhaïlovitch Rimski-Korsakov (en russe : Александр Михайлович Римский-Корсаков), né le 24 août 1753 à Moscou et mort le 25 mai 1840 à Saint-Pétersbourg, est un général russe, principalement connu pour avoir été le second d'Alexandre Souvorov pendant son expédition de Suisse en 1799-1800.

## Biographie
Korsakov commence sa carrière militaire très jeune, et combat lors de la guerre russo-turque de 1787-1792 en 1788 et 1789. Il passe ensuite sur le front suédois lors de la guerre russo-suédoise de 1788-1790. Il est nommé au grade de major-général du régiment Semionovsky de la garde impériale russe, chargé d'accompagner le comte d'Artois en Angleterre. De là, il passe en Flandre dans l'armée du prince de Cobourg, et participe à la bataille de Fleurus.
Retourné à Saint-Pétersbourg, il combat sous les ordres du comte Valérien Zoubov dans l'expédition russe en Perse de 1796, rappelée par le tsar Paul Ier en 1799 afin de combattre les armées françaises lors des guerres de la Révolution française.
Paul Ier donne à Korsakov le commandement d'une armée de 40 000 hommes, afin qu'il combatte les Français en Suisse. Il rejoint une armée autrichienne de 25 000 hommes, commandée par le général Friedrich von Hotze. Elle devait se réunir à celle de Souvorov, mais il arriva trop tard. Masséna attaqua le 25 septembre 1799 et remporta la deuxième bataille de Zurich, forçant Korsakov à la retraite. Il conduisit les survivants de son armée à Lindau et rassembla ses forces à celles de Souvorov, qui prit le commandement général. L'armée combinée retourna en Bohême, puis fut rappelée par Paul Ier en Russie pour l'hiver.
Avec l'accession au trône d'Alexandre Ier en 1801, Korsakov est nommé général de cavalerie. Il prend ensuite sa retraite, et sert de 1805 à 1830 comme gouverneur-général de Lituanie et fait reconstruire le château de Tuskulėnai à Vilnius. À sa mort en 1840, il est membre du Conseil d'État de l'Empire russe.